# 黎良
黎良（1487年—？），字性之，號梅仙，河南河南府洛陽縣人，民籍，明朝政治人物。

## 生平
正德二年（1507年）丁卯科河南鄉試第三十一名舉人，十二年（1517年）中式丁丑科會試第二百三十一名，三甲第一百八十八名進士。都察院觀政，授行人司行人，嘉靖四年（1525年）閏十二月選授兵科給事中，七年（1528年）四月升工科右給事中，九月（1530年）升刑科左給事中，出為永平府知府。

## 家族
曾祖黎臣；祖父黎騂，知縣；父黎明。母張氏。慈侍下。兄黎傑、黎凱。